# 陳光祉
陳光祉，字錫甫，生卒年不詳。安南屬明時期的交趾官員，學佛者。曾經在永樂五年作為「交址土人」的代表之一，前往南京朝貢金銀器及方物，後被明成祖賞賜鈔幣襲衣。他也曾為《竹林大士出山圖》題跋，時間是「永樂十八年、歲在庚子、上元日」。